# شهرستان گیتس (کارولینای شمالی)
شهرستان گیتس، کارولینای شمالی (به انگلیسی: Gates County, North Carolina) یک سکونتگاه مسکونی در ایالات متحده آمریکا است که در کارولینای شمالی واقع شده‌است.

## خصوصیات
شهرستان گیتس ۸۹۶٫۱۴ کیلومترمربع مساحت دارد.